# Oratori de Can Puig
L'Oratori de Can Puig és una obra de Vilademuls (Pla de l'Estany) inclosa a l'Inventari del Patrimoni Arquitectònic de Catalunya.

## Descripció
Oratori situat a Vilademí. Per arribar-hi, cal passar el veïnat d'en Deri i agafar la carretera de Banyoles a Galliners. En aquesta última hi ha un trencall indicat que condueix al poble de Vilademí. L'oratori es troba a uns tres-cents metres, just abans d'arribar a Vilademí.
La construcció té una base circular formada per pedres de molí. Damunt hi ha una pilastra construïda amb carreus, amb una inscripció que conté dades de la construcció: “M HA MIQUEL PUIG A FET FER LO PNT ORATORI VVYA 21 FABRER 1691”. Sobre la columna descansa un petit templet que antigament contenia la imatge d'un sant, ara perduda; al costat de ponent encara es conserva la reixa que permetia observar el sant. El templet té com a coberta un cos piramidal.

## Història
Tal com indica la inscripció de la pilastra, l'oratori fou construït el 1691 per Miquel Puig.